# Хиржа
Хиржа (рум. Hârja) — село у повіті Бакеу в Румунії. Входить до складу комуни Ойтуз.
Село розташоване на відстані 195 км на північ від Бухареста, 56 км на південний захід від Бакеу, 138 км на південний захід від Ясс, 146 км на північний захід від Галаца, 88 км на північний схід від Брашова.

## Населення
За даними перепису населення 2002 року у селі проживали 385 осіб, з них 382 особи (99,2%) румунів. Рідною мовою 383 особи (99,5%) назвали румунську.